# Kohleria spicata
Kohleria spicata là một loài thực vật có hoa trong họ Tai voi. Loài này được (Kunth) Oerst. mô tả khoa học đầu tiên năm 1858.

## Hình ảnh

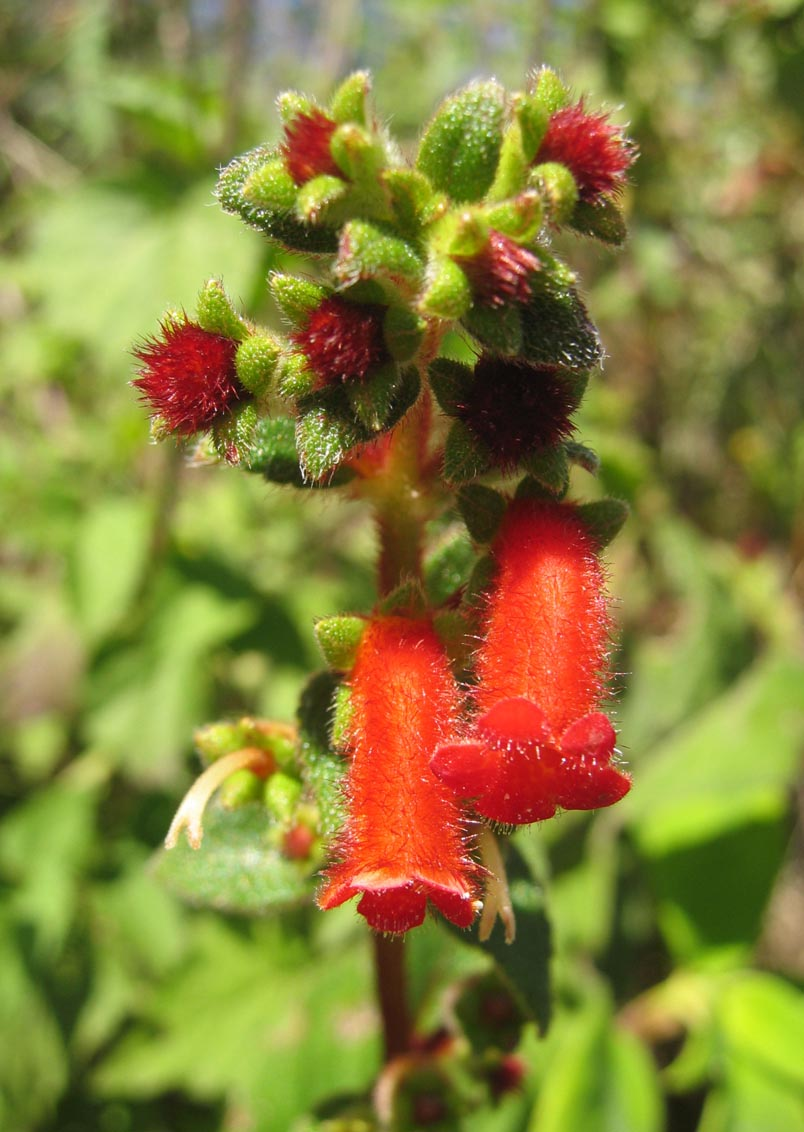
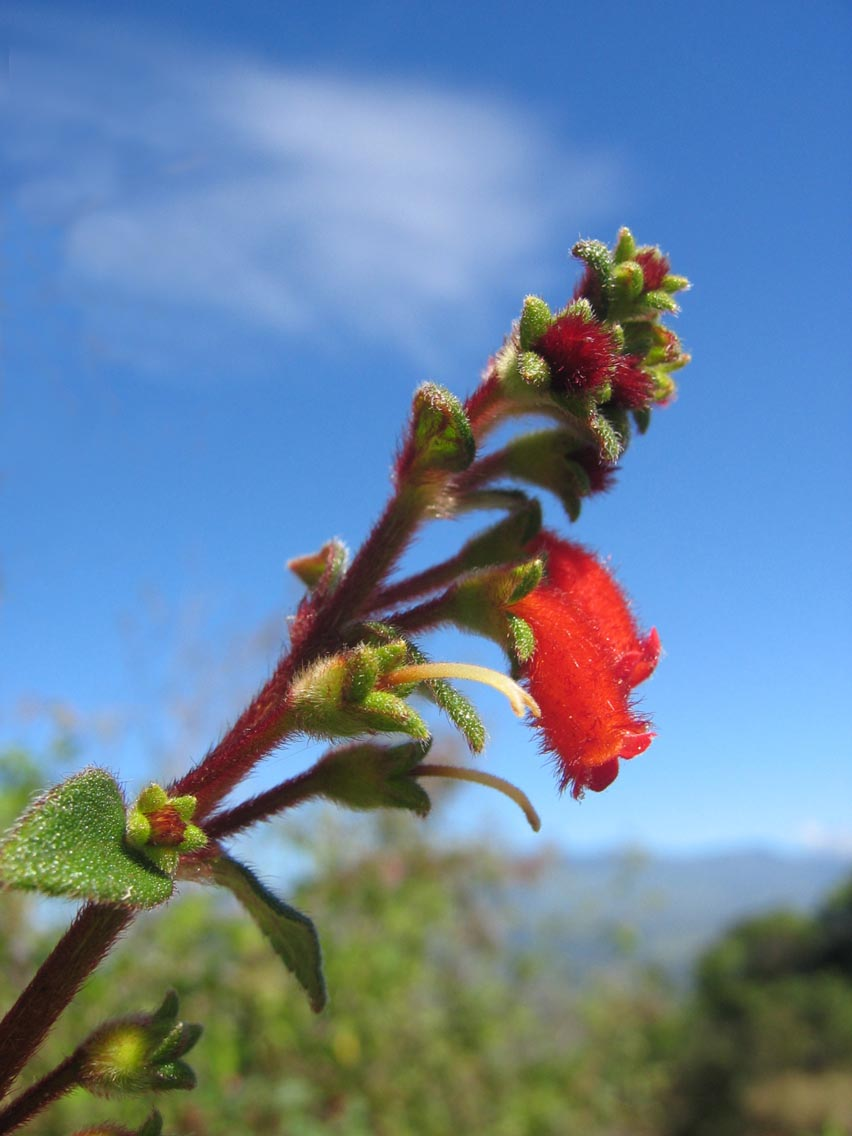
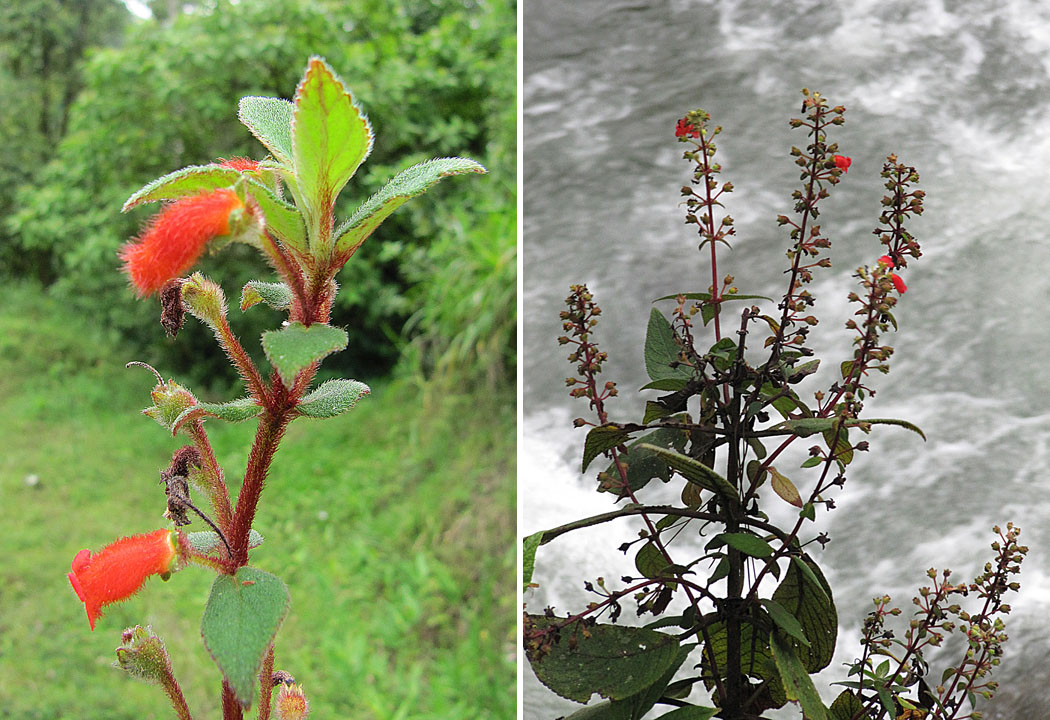
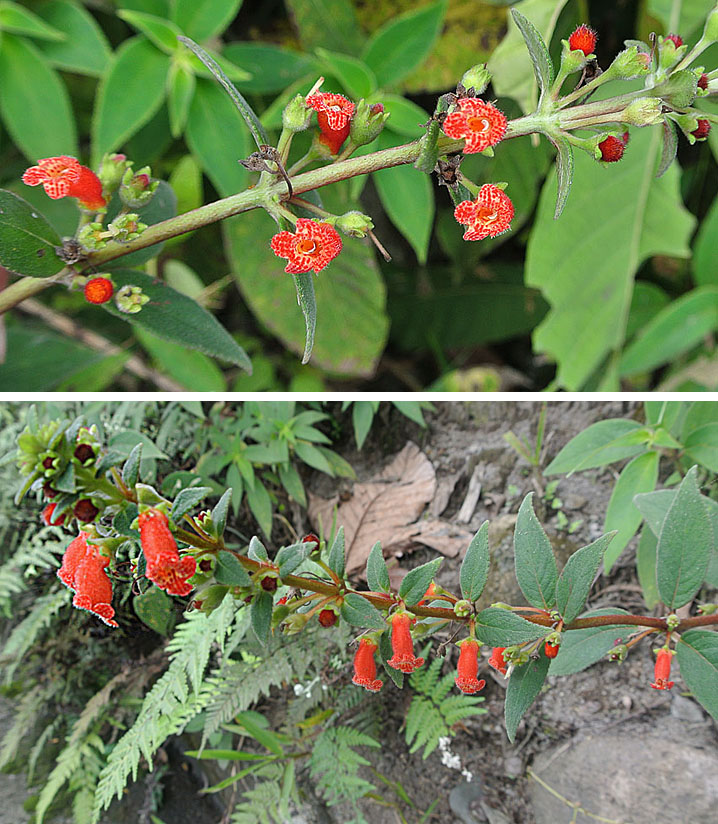